# Kist
Kist är en kommun och ort i Landkreis Würzburg i Regierungsbezirk Unterfranken i förbundslandet Bayern i Tyskland.
Kommunen ingår i kommunalförbundet Kist tillsammans med kommunen Altertheim.